# Finale della CONCACAF Gold Cup 2021
La finale della CONCACAF Gold Cup 2021 si disputò il 1º agosto 2021 all'Allegiant Stadium a Paradise tra le nazionali di Stati Uniti, padroni di casa, e Messico, campione in carica. Fu vinta dai primi, che vinsero 1-0 ai supplementari e ottennero il loro settimo titolo nella massima competizione tra nazionali nord e centroamericane.

## Le squadre
| Squadra     | Finali (o spareggi) disputate in precedenza (il grassetto indica la vittoria) |
| ----------- | ----------------------------------------------------------------------------- |
| Messico     | 9 (1993, 1996, 1998, 2003, 2007, 2009, 2011, 2015, 2019)                      |
| Stati Uniti | 11 (1991, 1993, 1998, 2002, 2005, 2007, 2009, 2011, 2013, 2017, 2019)         |

## Cammino verso la finale

### Stati Uniti
Gli Stati Uniti vennero sorteggiati nel Gruppo B insieme a Canada, Haiti e Martinica. Nella prima partita, essi batterono l'Haiti per un modesto 1-0 grazie alla rete di Sam Vines a soli otto minuti dal fischio d'inizio. La partita successiva contro il Martinica finì invece con un clamoroso 6-1: il primo tempo vide il vantaggio statunitense con gol di Daryl Dike al 14° e l'autogol di Samuel Camille nove minuti dopo, mentre nel secondo Miles Robinson segnò il gol del 3-0, e nonostante il martinicano di Emmanuel Rivière accorciò le distanze con un rigore, Dike segnò di nuovo, seguito da Gyasi Zardes e Nicholas Gioacchini. La partita contro il Canada finì 1-0, ma gli Stati Uniti poterono fregiarsi del gol più veloce della competizione, con Shaquell Moore che segnò l'unico gol della partita a solo un minuto dal fischio d'inizio. Gli Yanks finirono dunque primi a punteggio pieno, seguiti dal Canada, che aveva battuto le altre due nazionali con un duplice 4-1.
L'avversario degli statunitensi ai quarti fu la Giamaica, seconda classificata nel Gruppo C: la partita fu molto combattuta, e solo un gol di Matthew Hoppe all'83° poté portare gli Stars and Stripes in semifinale. Lì, essi incontrarono un sorprendente Qatar, ospite del torneo, esordiente della competizione insieme al Suriname, primo classificato del Gruppo D e vincitore anche dell'Honduras. Anche questa partita dovette risolversi con un gol nella parte finale del secondo tempo, e stavolta a segnare fu Gyasi Zardes, all'86°. Il gol consentì agli USA di disputare la loro dodicesima finale nella Gold Cup, e la terza consecutiva.

### Messico
Il Messico finì nel Gruppo A insieme a El Salvador, Guatemala e Trinidad e Tobago. La prima partita contro quest'ultimo finì con un deludente pareggio a reti bianche, quindi il Messico dovette riscattarsi nella successiva, contro il Guatemala: ci riuscì con un 3-0 grazie alla doppietta di Rogelio Funes Mori e al gol di Orbelín Pineda. Luis Alfonso Rodríguez fu invece l'unico marcatore contro l'El Salvador, che si classificò secondo dietro al Messico dopo una buona prestazione grazie a un duplice 2-0 contro il Trinidad e Tobago e contro il Guatemala.
Ai quarti, gli Aztecas dovettero vedersela con l'Honduras, secondo del Gruppo D, e lo sconfissero 3-0 grazie a Mori, dos Santos e Pineda. Toccò quindi al Canada, che sarebbe stato sconfitto per 2-1: al secondo di recupero nel primo tempo, Pineda trasformò il rigore del vantaggio del Tricolor; il secondo tempo vide però il canadese Tajon Buchanan segnare il gol del pareggio. Proprio mentre la partita sembrava volgersi verso i supplementari, al nono minuto di recupero Héctor Herrera segnò il gol decisivo che pose termine anche alla semifinale e portò il Tricolor in finale per la decima volta nella Gold Cup.

### Tabella riassuntiva del percorso
| Squadra     | Pt | G |
| ----------- | -- | - |
| Stati Uniti | 9  | 3 |
| Canada      | 6  | 3 |
| Haiti       | 3  | 3 |
| Martinica   | 0  | 3 |

| Squadra           | Pt | G |
| ----------------- | -- | - |
| Messico           | 7  | 3 |
| El Salvador       | 6  | 3 |
| Trinidad e Tobago | 2  | 3 |
| Guatemala         | 0  | 3 |

## Tabellino
| Arbitro: | Said Martínez |

|               |           |  |
| Robinson 117’ | Marcatori |  |

| Stati Uniti | Messico |

| Stati Uniti     |    |                     |      |        |
|                 |    |                     |      |        |
| GK              | 1  | Matt Turner         |      |        |
| RB              | 2  | Reggie Cannon       |      | 65’    |
| CB              | 16 | James Sands         |      |        |
| CB              | 12 | Miles Robinson      |      |        |
| LB              | 21 | George Bello        |      | 65’    |
| CM              | 19 | Eryk Williamson     |      | 87’    |
| CM              | 23 | Kellyn Acosta       | 113’ |        |
| CM              | 17 | Sebastian Lletget   |      | 66’    |
| RF              | 7  | Paul Arriola        |      | 87’    |
| CF              | 9  | Gyasi Zardes        |      |        |
| LF              | 13 | Matthew Hoppe       |      | 120+1’ |
| Sostituzioni:   |    |                     |      |        |
| DF              | 20 | Shaquell Moore      |      | 65’    |
| DF              | 3  | Sam Vines           |      | 65’    |
| MF              | 10 | Cristian Roldan     |      | 66’    |
| MF              | 6  | Gianluca Busio      |      | 87’    |
| FW              | 8  | Nicholas Gioacchini |      | 87’    |
| DF              | 24 | Henry Kessler       |      | 120+1’ |
| Allenatore:     |    |                     |      |        |
| Gregg Berhalter |    |                     |      |        |

| Messico         |    |                     |      |          |
|                 |    |                     |      |          |
| GK              | 1  | Alfredo Talavera    |      |          |
| RB              | 21 | Luis Rodríguez      |      |          |
| CB              | 2  | Néstor Araujo       |      |          |
| CB              | 15 | Héctor Moreno       |      | 44’      |
| LB              | 23 | Jesús Gallardo      | 114’ |          |
| CM              | 6  | Jonathan dos Santos |      | 76’      |
| CM              | 4  | Edson Álvarez       | 117’ |          |
| CM              | 16 | Héctor Herrera      | 72’  |          |
| RF              | 17 | Jesús Manuel Corona |      | 91’      |
| CF              | 11 | Rogelio Funes Mori  |      | 106’     |
| LF              | 10 | Orbelín Pineda      |      | 76’      |
| Sostituzioni:   |    |                     |      |          |
| DF              | 3  | Carlos Salcedo      |      | 44’ 106’ |
| MF              | 14 | Érick Gutiérrez     |      | 76’      |
| FW              | 24 | Rodolfo Pizarro     |      | 76’      |
| FW              | 5  | Osvaldo Rodríguez   |      | 91’      |
| FW              | 9  | Alan Pulido         |      | 106’     |
| DF              | 19 | Gilberto Sepúlveda  |      | 106’     |
| Allenatore:     |    |                     |      |          |
| Gerardo Martino |    |                     |      |          |

| Uomo partita: Matt Turner Assistenti arbitrali: Walter López (Honduras) Henri Pupiro (Nicaragua) Quarto ufficiale: Mario Escobar (Guatemala) Assistente di riserva: Christian Ramírez (Honduras) VAR: Drew Fischer (Canada) Assistenti al VAR: Tatiana Guzmán (Nicaragua) |

Regole dell'incontro
- due tempi regolamentari da 45 minuti ciascuno;
- due tempi supplementari da 15 minuti ciascuno in caso di parità;
- tiri di rigore in caso di ulteriore parità; inizialmente cinque per squadra, e a oltranza fino a spareggio in caso di ulteriore parità;
- numero massimo di 23 giocatori per squadra a referto (11 in campo e 12 come potenziali sostituti);
- cinque sostituzioni permesse nei tempi regolamentari; una sesta permessa nei tempi supplementari.

## Conseguenze
Per gli Stati Uniti, la vittoria segnò il settimo trionfo nella competizione. Questa fu inoltre la settima finale in cui entrambe le nazionali si affrontarono tra di loro, dopo il 1993 (persa), 1998 (persa), 2007 (vinta), 2009 (persa), 2011 (persa) e 2019 (persa).